# Арістодемо Сантамарія
Арістодемо Сантамарія (італ. Aristodemo Santamaria, нар. 9 лютого 1892, Генуя — пом. 10 грудня 1974, Генуя) — італійський футболіст, що грав на позиції нападника.
Виступав за італійські футбольні клуби та національну збірну Італії.
Чотириразовий чемпіон Італії.

## Клубна кар'єра
У дорослому футболі дебютував 1909 року виступами за команду клубу «Андреа Доріа», в якій провів чотири сезони, взявши участь у 62 матчах чемпіонату. 
Своєю грою за цю команду привернув увагу представників тренерського штабу клубу «Дженоа», до складу якого приєднався 1913 року. Відіграв за генуезький клуб наступні сім сезонів своєї ігрової кар'єри. У складі «Дженоа» був одним з головних бомбардирів команди, маючи середню результативність на рівні 0,95 голу за гру першості. За цей час виборов титул чемпіона Італії.
Протягом 1920—1922 років захищав кольори команди клубу «Новезе». За цей час додав до переліку своїх трофеїв ще один титул чемпіона Італії.
У 1922 році повернувся до клубу «Дженоа», за який відіграв 4 сезони. В новому клубі був серед найкращих голеодорів, відзначаючись забитим голом в середньому щонайменше у кожній другій грі чемпіонату. За цей час додав до переліку своїх трофеїв ще два титули чемпіона Італії. Завершив професійну кар'єру футболіста виступами за команду «Дженоа» у 1926 році.
Помер 10 грудня 1974 року на 83-му році життя у місті Генуя.

## Виступи за збірну
У 1915 році дебютував в офіційних матчах у складі національної збірної Італії. Протягом кар'єри у національній команді, яка тривала 9 років, провів у формі головної команди країни лише 11 матчів, забивши 3 голи.
У складі збірної був учасником  футбольного турніру на Олімпійських іграх 1920 року в Антверпені.
| Дата       | Місто     | Господарі  | Результат | Гості     | Турнір                           | Голи | Примітки |
| ---------- | --------- | ---------- | --------- | --------- | -------------------------------- | ---- | -------- |
| 31/01/1915 | Турин     | Італія     | 3 – 1     | Швейцарія | товариський матч                 | -    |          |
| 28/08/1920 | Гент      | Єгипет     | 1 – 2     | Італія    | ОІ 1920 - Кваліфікаційний турнір | -    |          |
| 29/08/1920 | Антверпен | Франція    | 3 – 1     | Італія    | ОІ 1920 - чвертьфінал            | -    |          |
| 20/02/1921 | Марсель   | Франція    | 1 – 2     | Італія    | товариський матч                 | 1    |          |
| 06/03/1921 | Мілан     | Італія     | 2 – 1     | Швейцарія | товариський матч                 | -    |          |
| 05/05/1921 | Антверпен | Бельгія    | 2 – 3     | Італія    | товариський матч                 | -    |          |
| 08/05/1921 | Амстердам | Нідерланди | 2 – 2     | Італія    | товариський матч                 | -    |          |
| 06/11/1921 | Женева    | Швейцарія  | 1 – 1     | Італія    | товариський матч                 | -    |          |
| 15/01/1922 | Мілан     | Італія     | 3 – 3     | Австрія   | товариський матч                 | 1    |          |
| 01/01/1923 | Мілан     | Італія     | 3 – 1     | Німеччини | товариський матч                 | 1    |          |
| 04/03/1923 | Генуя     | Італія     | 0 – 0     | Угорщина  | товариський матч                 | -    |          |
| Усього     |           | Матчів     | 11        |           | Голів                            | 3    |          |

## Титули і досягнення
- Чемпіон Італії (4):

«Дженоа»:  1914-1915, 1922-1923, 1923-1924
«Новезе»:  1921-1922